# Andreas Widhölzl
Andreas Widhölzl, né le 14 octobre 1976 à St. Johann in Tirol, est un sauteur à ski autrichien. Il est médaillé de bronze en individuel sur le petit tremplin aux Jeux olympiques de Nagano en 1998 puis est titré aux Jeux olympiques de Turin en 2006 dans l'épreuve par équipes.

## Biographie
Il a été surnommé « Swider ».

## Palmarès

### Jeux olympiques
| Épreuve / Édition | Nagano 1998 | Salt Lake City 2002 | Turin 2006 |
| Petit tremplin    | Bronze      | 24e                 | 17e        |
| Grand tremplin    | 4e          | 21e                 | 21e        |
| Par équipes       | Bronze      | 4e                  | Or         |

### Championnats du monde
| Épreuve / Édition | Épreuve / Édition | Thunder Bay 1995 | Trondheim 1997 | Ramsau 1999 | Val di Fiemme 2003 | Oberstdorf 2005 |
| Petit tremplin    | Petit tremplin    | 26e              | 9e             | 9e          |                    | 25e             |
| Grand tremplin    | Grand tremplin    | 44e              | 31e            | 12e         | 11e                | 17e             |
| Par équipes       | PT                |                  |                |             |                    | Or              |
| Par équipes       | GT                | 6e               | 4e             | Bronze      | 5e                 | Or              |

Légende : PT = grand tremplin, GT = grand tremplin

### Championnats du monde de vol à ski
| Épreuve / Édition | Kulm 1996 | Oberstdorf 1998 | Vikersund 2000 | Harrachov 2002 | Planica 2004 | Kulm 2006 |
| Individuel        | 11e       | 9e              | Argent         | 7e             | 16e          | Argent    |
| Par équipes       |           |                 |                |                | Bronze       | 4e        |

### Coupe du monde
- 2e du classement général en 2000.
- 3e du classement général en 1998 et 2003.
- Vainqueur de la Tournée des quatre tremplins en 2000.
- 49 podiums individuels dont 18 victoires.
- 19 podiums par équipes dont 6 victoires.

#### Victoires
| Année | Lieu |
| 1997  | Lahti (Finlande) |
| 1998  | Engelberg (Suisse), Sapporo (Japon), Vikersund (Norvège), Kuopio (Finlande)                                                               |
| 1999  | Oberhof (Allemagne), Bischofshofen (Autriche)                                                                                             |
| 2000  | Val di Fiemme x2 (Finlande), Garmisch-Partenkirchen (Allemagne), Innsbruck (Autriche), Bischofshofen (Autriche), Willingen x2 (Allemagne) |
| 2002  | Hakuba (Japon), Sapporo (Japon) |
| 2003  | Kuusamo (Finlande) |
| 2005  | Kulm (Autriche) |